# Grigori Iwanowitsch Kotowski

Nachgestelltes Arbeitszimmer Kotowskis im Tiraspoler Kotowski-Museum.

Grigori Iwanowitsch Kotowski (auch Grigori Ivanovich Kotovsky oder Grigorij Kotowski sowie russisch Григорий Иванович Котовский; * 12. Junijul. / 24. Juni 1881greg. in Hîncești, heute Republik Moldau; † 6. August 1925 in Birsula, Ukraine) war ein sowjetischer Oberbefehlshaber und kommunistischer Funktionär.

## Leben
Kotowski wurde 1881 in Hîncești im damals russischen Bessarabien geboren. Sein Vater hatte polnische, seine Mutter russische Wurzeln. Kotowski begann seine militärische Laufbahn in der Kaiserlich Russischen Armee und engagierte sich ab 1902 auch politisch. 1905 und 1915 führte er schließlich zwei moldauische Rebellionen gegen die zaristische Obrigkeit an. Kotowski ging zunächst in den Untergrund, wurde aber gefasst und zum Tode verurteilt. Im Mai 1917 wurde er jedoch freigelassen um als Soldat im zu Ende gehenden Ersten Weltkrieg teilzunehmen. Kotowski kämpfte dabei an der rumänischen Front.
Nach der Oktoberrevolution und dem Beginn des russischen Bürgerkriegs, schloss sich Kotowski den lokalen Kommunisten des Rumtscherod an und galt zunächst als Unterstützer der Linken Sozialrevolutionäre, bevor er sich den Bolschewiki zuwandte. 1918 übernahm er in Tiraspol die Führung über die Revolutionstruppen und trug maßgeblich zur Machtübernahme der Bolschewiki in der südöstlichen Ukraine bei. Kotowski unterhielt auch weiterhin Kontakte in seine inzwischen von Rumänien annektierte moldauische Heimat. 1920 kämpfte er schließlich im polnisch-sowjetischen Krieg gegen die Truppen Józef Piłsudskis.

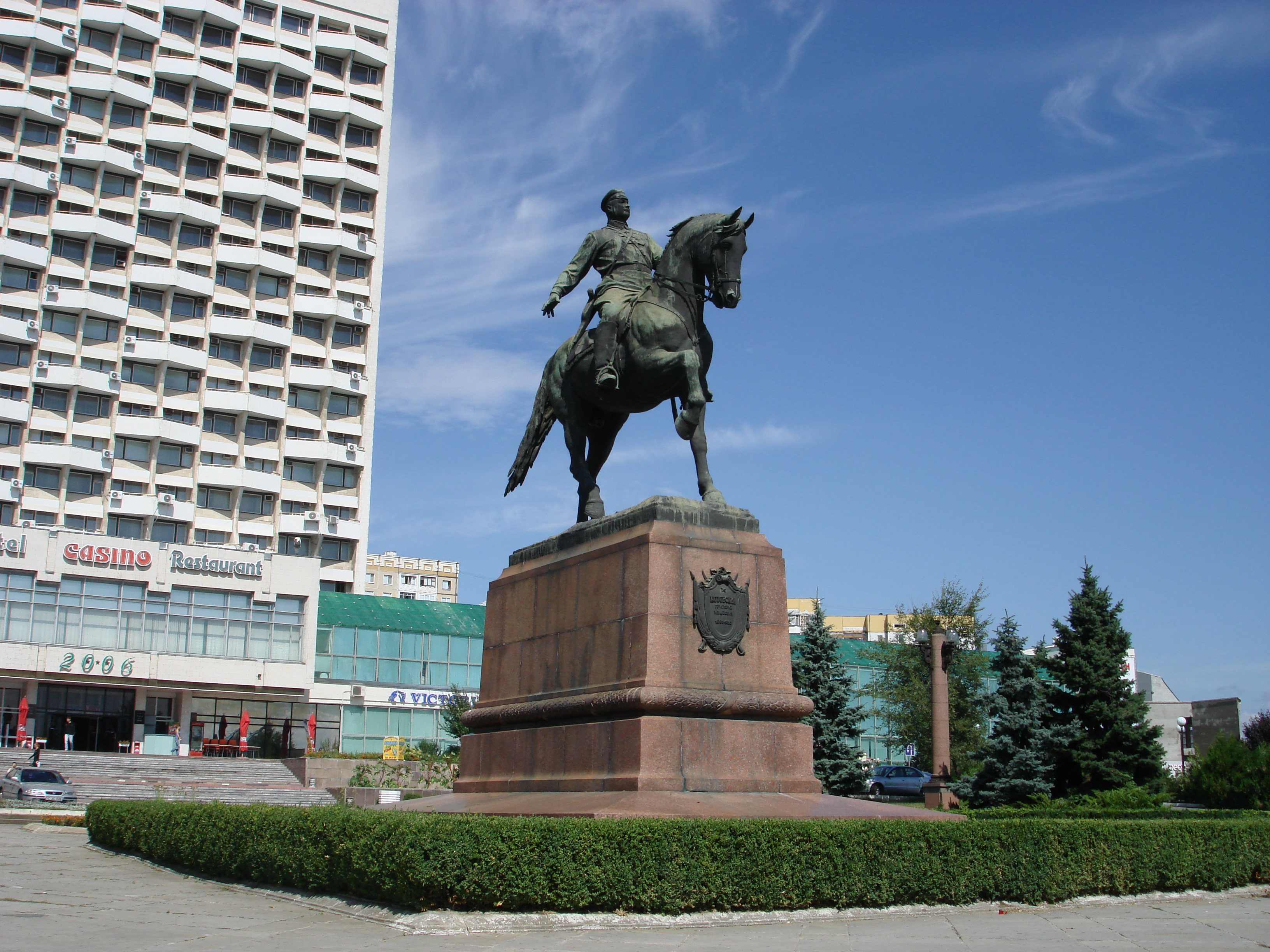
Kotowski-Denkmal (L. Dubinowschi, 1954), Kischinau

Bereits nach der Niederlage der sowjetischen Truppen gegen die polnische Armee 1920 zog er sich aus der aktiven Teilnahme an Kampfhandlungen zurück und wurde offiziell Mitglied der Kommunistischen Partei Russlands. 1924 war er schließlich maßgeblich an der Gründung der Moldauischen Autonomen Sozialistischen Sowjetrepublik (heute Transnistrien) beteiligt, einer autonomen Region für die rumänischsprachige Minderheit in der Ukraine. Am 6. August 1925 wurde Kotowski von seinem engen Vertrauten und Freund Meier Saider aus unklaren Motiven erschossen. Saider wurde zu zehn Jahren Haft verurteilt und bereits 1928 nach drei Jahren wegen guter Führung entlassen, bevor er 1930 von ehemaligen Weggefährten Kotowskis ermordet wurde.
Den ukrainischen Ort Birsula, in dem er 1925 starb und in einem Mausoleum aufgebahrt wurde, benannten die sowjetischen Behörden 1935 in Kotowsk um. Das Mausoleum wurde Jahre später während der rumänischen Annexion Transnistriens zerstört. Die Ortschaft wurde im Zuge der ukrainischen Dekommunisierung 2016 in Podilsk umbenannt.